# 敷玉村
敷玉村（しきたまむら）は、昭和29年（1954年）まで宮城県志田郡中部にあった村。現在の大崎市古川石森・古川大幡・古川境野宮・古川楡木・古川下中目・古川宮内・古川師山および美里町青生・中谷地にあたる。

## 沿革
- 明治22年（1889年）4月1日 - 町村制施行にともない、青生村・石森村・大幡村・境野宮村・楡木村・下中目村・宮内村・師山村の計8か村が合併して敷玉村が発足。
- 昭和29年（1954年）8月1日 - 旧・青生村域（5.38平方km、1,789人）が小牛田町に、その他の区域（11.82平方km、4,327人）が古川市に、それぞれ編入。

## 行政

### 歴代村長
| 代 | 氏名         | 就任                       | 退任                      | 備考 |
| -- | ------------ | -------------------------- | ------------------------- | ---- |
| 1  | 桂島亘理     | 明治22年（1889年）4月21日  | 明治26年（1893年）4月20日 |      |
| 2  | 今野安兵衛   | 明治26年（1893年）4月23日  | 明治30年（1897年）4月22日 |      |
| 3  | 佐々木忠三郎 | 明治31年（1898年）5月31日  | 明治35年（1902年）5月30日 |      |
| 4  | 今野安兵衛   | 明治35年（1902年）6月7日   | 明治37年（1904年）5月6日  | 再任 |
| 5  | 大友静       | 明治37年（1904年）6月10日  | 明治39年（1906年）3月10日 |      |
| 6  | 寺島隆治     | 明治39年（1906年）4月13日  | 明治41年（1908年）2月20日 |      |
| 7  | 今野安兵衛   | 明治41年（1908年）4月14日  | 明治42年（1909年）3月2日  | 三任 |
| 8  | 桂島碩三郎   | 明治42年（1909年）4月15日  | 明治43年（1910年）4月14日 |      |
| 9  | 鈴木茂三郎   | 明治43年（1910年）10月3日  | 明治44年（1911年）8月1日  |      |
| 10 | 福田千代治   | 明治44年（1911年）10月21日 | 大正2年（1913年）5月30日  |      |
| 11 | 桂島千三郎   | 大正2年（1913年）6月5日    | 大正3年（1914年）1月10日  |      |
| 12 | 村上兵之助   | 大正3年（1914年）3月11日   | 大正6年（1917年）3月1日   |      |
| 13 | 大友平蔵     | 大正6年（1917年）3月22日   | 大正13年（1924年）8月21日 |      |
| 14 | 手島雄八郎   | 大正13年（1924年）8月27日  | 大正14年（1925年）4月10日 |      |
| 15 | 大友平蔵     | 大正14年（1925年）6月2日   | 昭和8年（1933年）4月1日   | 再任 |
| 16 | 伊藤忠之助   | 昭和8年（1933年）5月23日   | 昭和8年（1933年）8月1日   |      |
| 17 | 村上兵之助   | 昭和8年（1933年）9月1日    | 昭和22年（1947年）2月10日 | 再任 |
| 18 | 大友五郎     | 昭和22年（1947年）4月5日   | 昭和29年（1954年）7月31日 |      |

## 教育
- 敷玉村・下伊場野村組合立協和中学校